# Cratinos
Cratinos (en grec ancien Κρατίνος / Kratínos, en latin Cratinus — né à Athènes vers 520 av. J.-C., mort vers 423 av. J.-C.) est un des poètes comiques grecs les plus estimés.

## Notice biographique
Le nom de son père était Callimédès. Il est loué par Horace et Quintilien. S'illustrant dans la « Comédie ancienne », il poussa jusqu'à l'excès la hardiesse de ses attaques. On lui attribue l'invention du drame satyrique. Il reste de lui quelques fragments réunis par Runkel, Leipzig, 1827, ainsi que par Meineke, Fragmenta comicorum graecorum (1839-1857 : ed. min., t. I, 1847), repris dans Poetae comici graeci (1983-...), t. IV (Aristophon-Crobylus, 1983).

## Sources
Cet article comprend des extraits du Dictionnaire Bouillet. Il est possible de supprimer cette indication, si le texte reflète le savoir actuel sur ce thème, si les sources sont citées, s'il satisfait aux exigences linguistiques actuelles et s'il ne contient pas de propos qui vont à l'encontre des règles de neutralité de Wikipédia.
- (en) Cratinus, mlahanas.de